# Karim Adeyemi
Karim-David Adeyemi (født d. 18. januar 2002) er en tysk professionel fodboldspiller, som spiller for Bundesliga-klubben Borussia Dortmund og Tysklands landshold.

## Baggrund
Adeyemi blev født i München, Tyskland til en far fra Nigeria og en mor fra Rumænien.

## Klubkarriere

### Red Bull Salzburg
Efter at have spillet ungdomsfodbold hos hold flere hold i sin hjemstat Bayern, skiftede Adeyemi i juli 2018 til Red Bull Salzburg. Han blev med det samme udlånt til FC LIefering, hvor han gjorde sin professionelle debut den 1. september 2018.
Adeyemi debuterede for Salzburg den 3. juni 2020, og blev derefter en vigtig del af Salzburg mandskabet. Han scorede i 2021-22 sæsonen 19 sæsonmål, og blev hermed topscorer i den østrigske Bundesliga for sæsonen.

### Borussia Dortmund
Salzburg og Borussia Dortmund blev enige om en aftale for Adeyemi i maj 2022, og skiftet skete officelt i juli 2022.

## Landsholdskarriere

### Ungdomslandshold
Adeyemi har repræsenteret Tyskland på flere ungdomsniveauer. Han var del af Tysklands U/21-landshold, som vandt U/21-EM i 2021.

### Seniorlandshold
Adeyemi fik sin debut for det tyske seniorlandsold den 5. september 2021, og scorede i på sin landsholdsdebut.

## Titler
Red Bull Salzburg
- Østrigske Bundesliga: 3 (2019-20, 2020-21, 2021-22)
- ÖFB-Cup: 3 (2019-20, 2020-21, 2021-22)

Tyskland U/21
- U/21-Europamesterskabet: 1 (2021)

Individuelle
- Østrigske Bundesliga Topscorer: 1 (2021-22)
- Østrigske Bundesliga Sæsonens hold: 1 (2021-22)